# Stenichnus collaris
Stenichnus collaris (лат.) — вид мирмекофильных коротконадкрылых жуков рода Stenichnus из подсемейства Scydmaeninae.

## Распространение
Европа (Австрия, Бельгия, Великобритания, Венгрия, Германия, Дания, Исландия, Испания, Италия, Кипр, Латвия, Литва, Норвегия, Польша, Россия, Словакия, Финляндия, Франция, Чехия, Швеция, Эстония. Ближний Восток.

## Описание
Мелкие коротконадкрылые жуки буровато-коричневого цвета. Отмечены в мирмекофильных связях с муравьями следующих видов: Formica rufa, Formica cunicularia, Lasius fuliginosus.
Вид был впервые описан в 1822 году немецкими энтомологами Густавом Кунце (Gustav Kunze; 1793—1851) и Филиппом Джакобом Мюллером (Philipp Wilbrand Jacob (Jakob) Müller (Mueller); 1771—1851).
Таксон Stenichnus collaris включен в состав рода Stenichnus (вместе с Stenichnus bicolor, Stenichnus godarti, Stenichnus foveola, Stenichnus peezi, Stenichnus pelliceus, Stenichnus pusillus, Stenichnus scutellaris, Stenichnus styriacus), который близок к родам Euconnus и Stenichnoteras, и включён в трибу Cyrtoscydmini из подсемейства Scydmaeninae.
Subspecies	
- Подвид Stenichnus collaris collaris
- Подвид Stenichnus collaris paganetti